# Vödric
Vödric (szlovákul: Vydrica, németül: Weidritz) Pozsony város középkori települése a vár alatt.

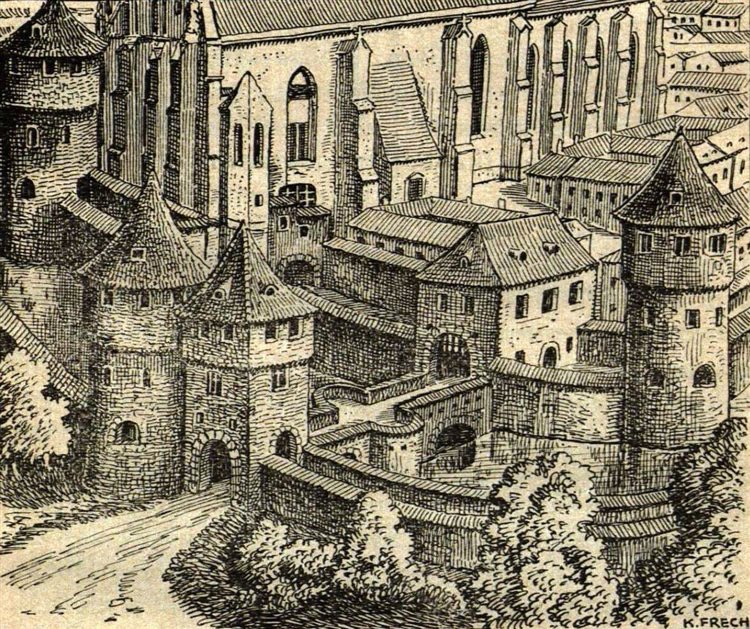
A városfal Vödric-kapuja

Legkésőbb 1360-ban már létezett, amikor a malomvölgy déli részéről költöztették át a lakosokat. Az új település egyutcás telep volt a városfalon kívül. Az óváros nyugati kapuját hívták Vödric kapunak.
A tatárok 1241-ben nem tudták bevenni Pozsonyt, ezért bosszúból Vödricet is felgyújtották. A Váralja-beliek községi különállóságukat mindig megvédték, 1345-ben pedig megtagadták az oda menekült gonosztevők kiadását Toldy Miklós várispán kiadatási rendelete ellenére. 1390-ben Luxemburgi Zsigmond egyesítette a várossal.

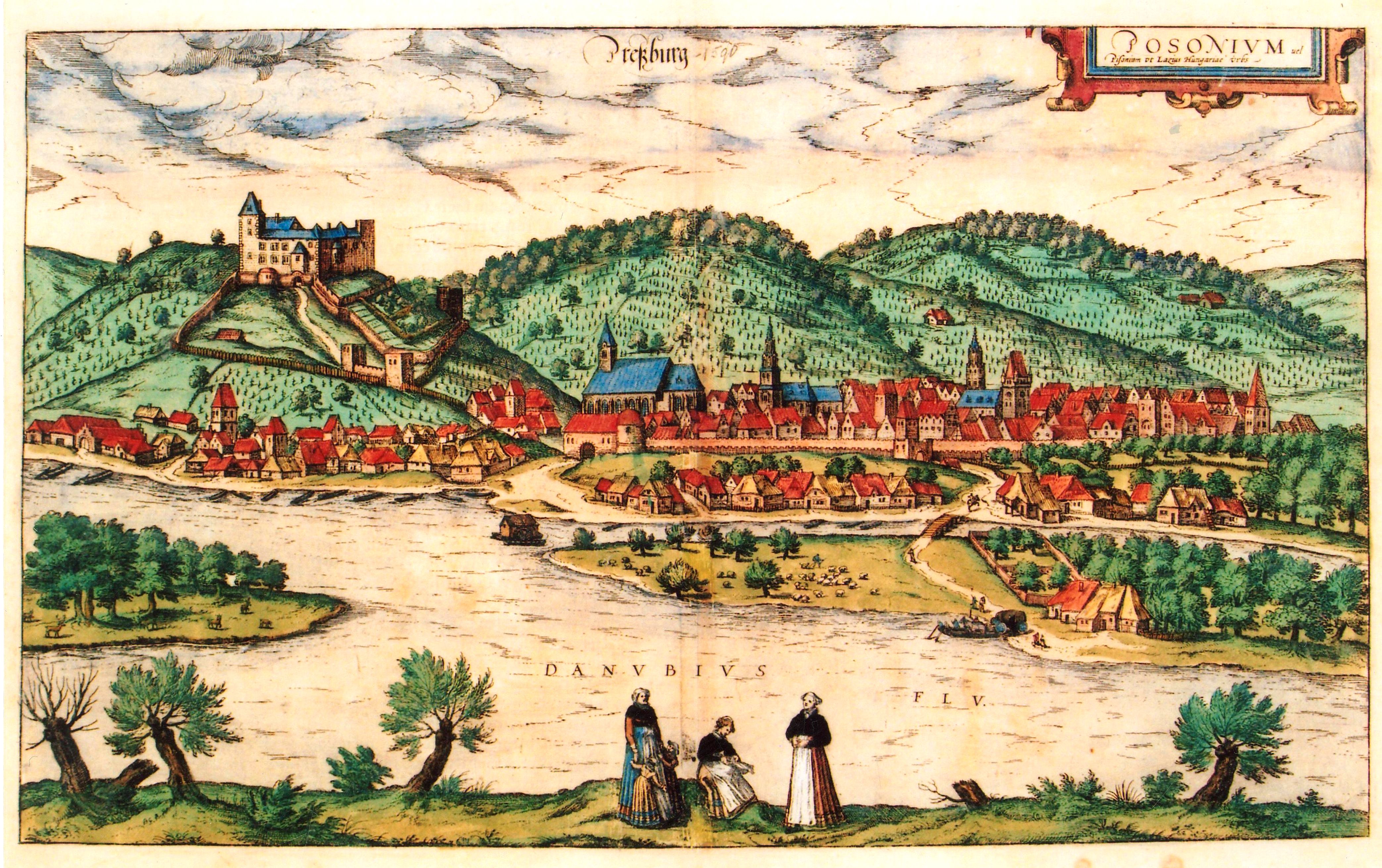
Pozsony a 16. században

A 18. századtól a második világháborúig környéke a prostitúcióról volt híres. Kemény Lajos A pozsonyi vár és a Váralja (1933) című írásában leírja, hogy Váralja községet 1850-ben egyesítették Pozsonnyal, így alakult meg a Vödricből, Obere Neustiftből és Luckenből a Terézváros. 1960 körül épületeinek többségét lebontották, majd az Új híd építésekor 1970 körül felszámolták. A 2010-es években az újbóli beépítését tervezik.
Lényegében a már nem létező Hal tér nyugati oldalából kezdődött. A negyed gerincét a Vödric nevű utca adta, amely kelet-nyugati irányban húzódott. A Hal teret nyugat felé a Flórián térrel kötötte össze, ami már a Vízhegy alatt húzódott. Itt volt a Császári és királyi katonai élelmiszerraktár épülete. Ebből indult a Mária Terézia utca (ma Žižka utca), amely már a szomszédos Zuckermandel városnegyed részét képezte. A városnak ez a része kis kivétellel inkább a szegényebb rétegeknek szolgált lakhelyéül. Főleg halászok, kereskedők, kézművesek éltek itt. A negyed a 19. század végétől egészen pusztulásáig aztán leginkább kocsmáiról, bordélyházairól és rossz közbiztonságáról volt hírhedt. Itt volt az Arany Lámpa, a Fehér Farkas, az Arany Nap és a Csillag nevű fogadó. A Csuka, Oeser és Flórián utca bordélyházait a 20. században már csak mint a bűn tanyáit emlegették. A rendőrségnek sikerült szisztematikus intézkedésekkel felszámolni a váraljai prostitúciót. A bordélyházak lakóit illetve alkalmazottait átnevelő táborokba szállították, ahonnan jó esetben egy-egy állami vállalathoz kerültek munkásokként.
Kamil Gross építészmérnök lakótelepet tervezett a váraljára egészen a villamosalagútig. A legnagyobb megoldandó kérdést Duna mielőbbi áthidalása jelentette, hogy az épülő Ligetfaluba tudják szállítani az építőanyagot, a gépeket és a munkásokat. Pozsonyba özönlöttek az emberek a munka után az ország minden részéből. Felépítették nekik Szlovákia harmadik legnagyobb városát, panelekből. Az Öreg híd ehhez kicsi volt és szűk, a Kassai utca folytatásaként megtervezett híd (az Apollo híd helyén) pedig túl drága lett volna. Ezért kellett a Szlovák Nemzeti Felkelés hídja (később Új híd, majd 2012-től ismét SzNF híd). Elsősorban ennek esett áldozatul a történelmi Váralja, vagyis a Zuckermandel, a Vödric és a Zsidó negyed. Gross terveinek maradványa a három, zöldre festett toronyház Chatam Sófer sírjától keleti irányban. A neológ zsinagógát a Hal téren 1969. április 13-án bontották le. Hasonló sorsra jutott a tér szemközti oldalán álló Polgári sörfőzde épülete is. Pozsony történelmi Óvárosának ezzel egy jelentős része pusztult el. Vödric helyén ma nincsenek épületek, csupán autóút és bozótos, elkerített telkek.

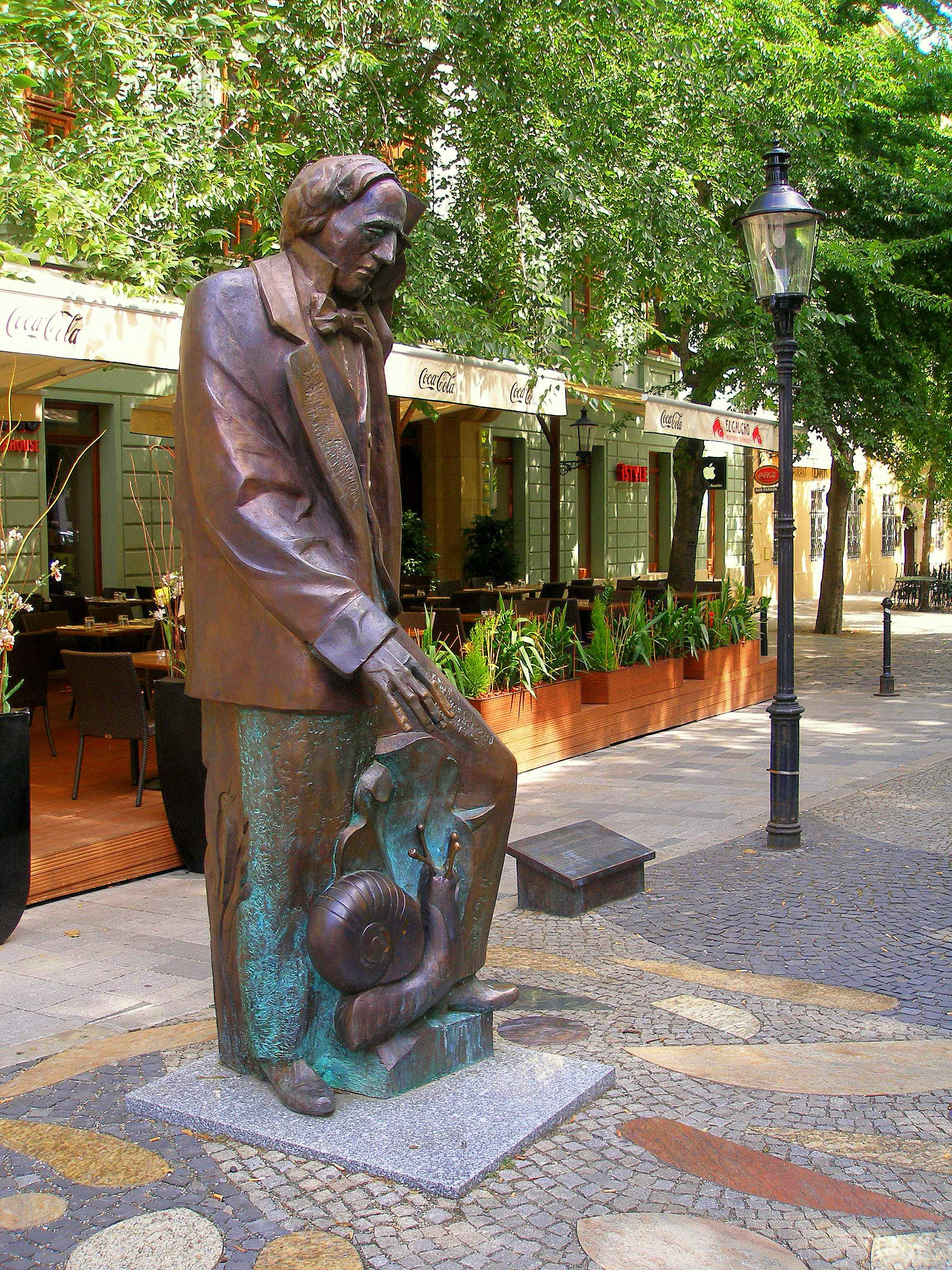
Andersen szobra Pozsonyban

1841-es utazásakor (júniusban) Hans Christian Andersen is megfordult itt. 2006-ban Andersen szobrot kapott a városban, alkotója Bártfay Tibor. A szobor kacsa mellékalakját az avatás után 3 hónappal ellopták és nem került elő.